# 34063 Mariamakarova
34063 Mariamakarova è un asteroide della fascia principale. Scoperto nel 2000, presenta un'orbita caratterizzata da un semiasse maggiore pari a 2,3237568 au e da un'eccentricità di 0,1979929, inclinata di 5,15206° rispetto all'eclittica.